# 彼得·帕尔钦斯基

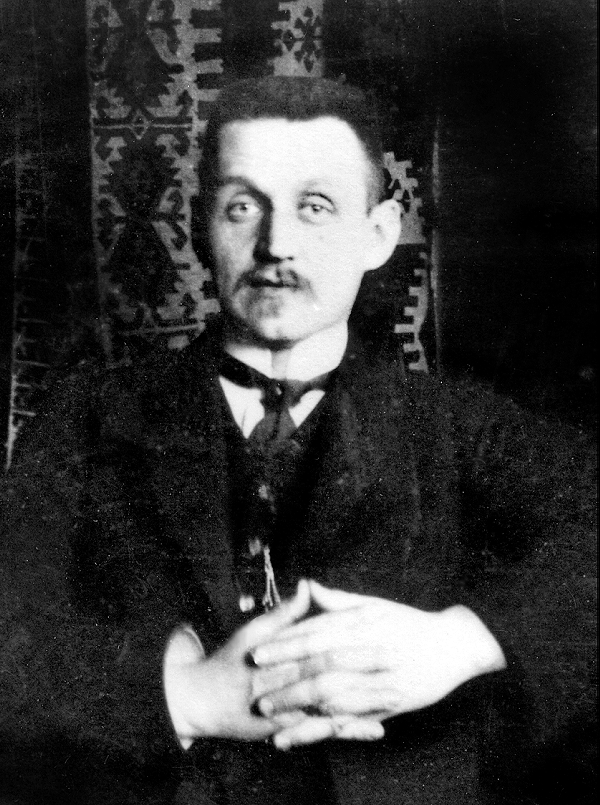
彼得·帕尔钦斯基

彼得·约阿基莫维奇·帕尔钦斯基（俄语：Пётр Иоаки́мович Пальчи́нский，1875年—1929年5月22日），苏联著名工程师，曾在科学管理引入苏联工业过程中扮演了重要角色，但他强烈反对包括苏联共产党在内的任何党派组织，最终因反对苏联一五计划的部分大型项目于1928年被捕，1929年被处决。